# Паралич Белла
Паралич Белла —  идиопатическая, самая распространённая форма нейропатии лицевого нерва. Он встречается примерно у 23 человек на 100 000 ежегодно или у одного человека на 60—70 на протяжении всей жизни. 
Назван в честь Чарлза Белла, шотландского физиолога XIX века.

## Этиология и патогенез
При параличе Белла этиологические факторы, как правило, неизвестны. Он носит сезонный характер и может возникать после переохлаждений и простудных заболеваний.
Патогенез заболевания неизвестен. Иногда при аутопсии обнаруживали лишь неспецифические изменения со стороны лицевого нерва, которые, однако, не были воспалительными, какими их принято считать.

## Симптоматика
Паралич Белла начинается внезапно, максимальной выраженности слабость, как правило, достигает через 48 часов. За 1—2 дня до развития паралича пациент может ощущать боли позади уха. Иногда утрачивается вкусовая чувствительность и присутствует гиперакузия. У некоторых больных обнаруживают легкий плеоцитоз. До 80 % больных выздоравливают в течение нескольких недель или месяцев. Электромиографические признаки денервации 10 дней спустя свидетельствуют об аксональной дегенерации и о том, что регенерация наступает с длительным запозданием и может оказаться неполной. Электромиография помогает дифференцировать временный дефект проводимости от анатомического перерыва хода нервных волокон. Если в течение первой недели болезни у пациента диагностируют неполный паралич, это служит благоприятным прогностическим признаком

## Диагностика
Диагноз устанавливается на основании клинической картины, для исключения других заболеваний, которые могли привести к поражению лицевого нерва, необходимо проведение КТ и МРТ головного мозга.
При медленном прогрессировании симптоматики необходима дифференциальная диагностика с такими заболеваниями, как:
- сахарный диабет;

- инфекции среднего уха или сосцевидного отростка;
- саркоидоз;
- болезнь Лайма;
- переломы пирамиды височной кости;
- карциноматоз или лейкемическая инвазия нерва;
- хронический менингит;
- опухоль мосто-мозжечкового угла или яремного гломуса[4].

Обязательным для всех пациентов с подозрением на паралич Белла являются рентгенологическое исследование или КТ органов грудной клетки  и определение уровня АПФ в сыворотке крови для исключения саркоидоза.

## Лечение
В лечении невропатии лицевого нерва доказана эффективность глюкокортикоидов в первые 72 часа от начала симптомов. Длительность лечения составляет 10 дней, в первые 5 дней дозировка препарата составляет 60-80мг, в следующие 5 дней дозировка постепенно уменьшается. При наличии сопутствующей герпетической инфекции возможно назначение валацикловира или ацикловира. Симптоматическое лечение направлено на увлажнение глаз (использование увлажняющих глазных капель).  Помимо этого, можно использовать повязку для защиты глаза во время сна и использовать шину, для предотвращения отвисания нижней челюсти. В сложных случаях возможно хирургическое лечение, а именно декомпрессия лицевого нерва в его канале, однако достоверных данных в пользу эффективности этого метода нет.